# دستگاه معماری نرم افزار مجازی
دستگاه معماری نرم‌افزار مجازی (VISA) یک واسط برنامه نویسی کاربردی (API) رایج است که در صنعت تست و اندازه گیری (T&M) برای ارتباط گرفتن با ابزار دقیق در کامپیوتر استفاده میشود. ویسا یک استاندارد به کار گرفته شده توسط تعدادی از شرکت های تی اند ام مانند Anritsu, Bustec و Tektronix است. این یک چارچوب نرم‌افزار استاندارد است که مجموعه‌ای از APIها و درایورهای ابزار را فراهم می‌کند. این APIها ارتباط بین کامپیوترهای کنترل کننده و ابزار در سیستم های ابزار دقیق مجازی را امکان پذیر می کنند.

## هدف و کاربرد:
استاندارد ویسا شامل مشخصاتی برای ارتباط گرفتن با منابع واسطی مانند جی پی آی بی و VXI است. همچنین بعضی از خصوصیات ویسا برای شیوه نامه ارتباطاتت در کامپیوتر های شخصی استفاده میشود.
کتابخانه VISA ارائه عملیات خود را بر روی چندین مکانیسم استفاده مجدد از نرم افزار استاندارد کرده است، از جمله از طریق یک واسط برنامه نویسی کاربردی C که از ویندوز DLL سرچشمه میگیرد و از طریق یک واسط برنامه نویسی کاربردی .NET در معرض دید قرار گرفته است. اگرچه چندین فروشنده و پیاده‌سازی VISA وجود دارد، برنامه‌هایی که علیه VISA نوشته شده‌اند، به لطف استانداردسازی ارائه و عملیات/قابلیت‌های VISA، (به طور اسمی) با فروشنده قابل تعویض هستند. پیاده‌سازی‌هایی از فروشندگان خاص برای زبان‌های برنامه‌نویسی کمتر رایج و فناوری‌های استفاده مجدد نرم‌افزار نیز در دسترس هستند.

## تاریخچه
VISA در ابتدا از طریق VXIplug&play Alliance، یک بدنه استاندارد T&M که اکنون منحل شده است، استاندارد شد. استاندارد فعلی، "ویزا مشخصات 5.0" توسط بنیاد IVI نگهداری می شود.
بنیاد IVI یک کنسرسیوم باز است که برای ارتقای مشخصات ابزارهای تست برنامه نویسی که قابلیت تعویض را ساده می کند، عملکرد بهتری ارائه می دهد و هزینه توسعه و نگهداری برنامه را کاهش می دهد، تأسیس شده است.